# Calliuncus glaber
Calliuncus glaber is een hooiwagen uit de familie Triaenonychidae. De wetenschappelijke naam van Calliuncus glaber gaat terug op Kauri.